# أندرياس شميت (ملحن)
أندرياس شميت (بالألمانية: Andreas Schmidt)‏ هو ملحن وعازف بيانو ألماني، ولد في 21 مارس 1967 في برلين في ألمانيا.

## وصلات خارجية
- أندرياس شميت على موقع ميوزك برينز (الإنجليزية)
- أندرياس شميت على موقع ديسكوغز (الإنجليزية)